# Білоруська міфологія

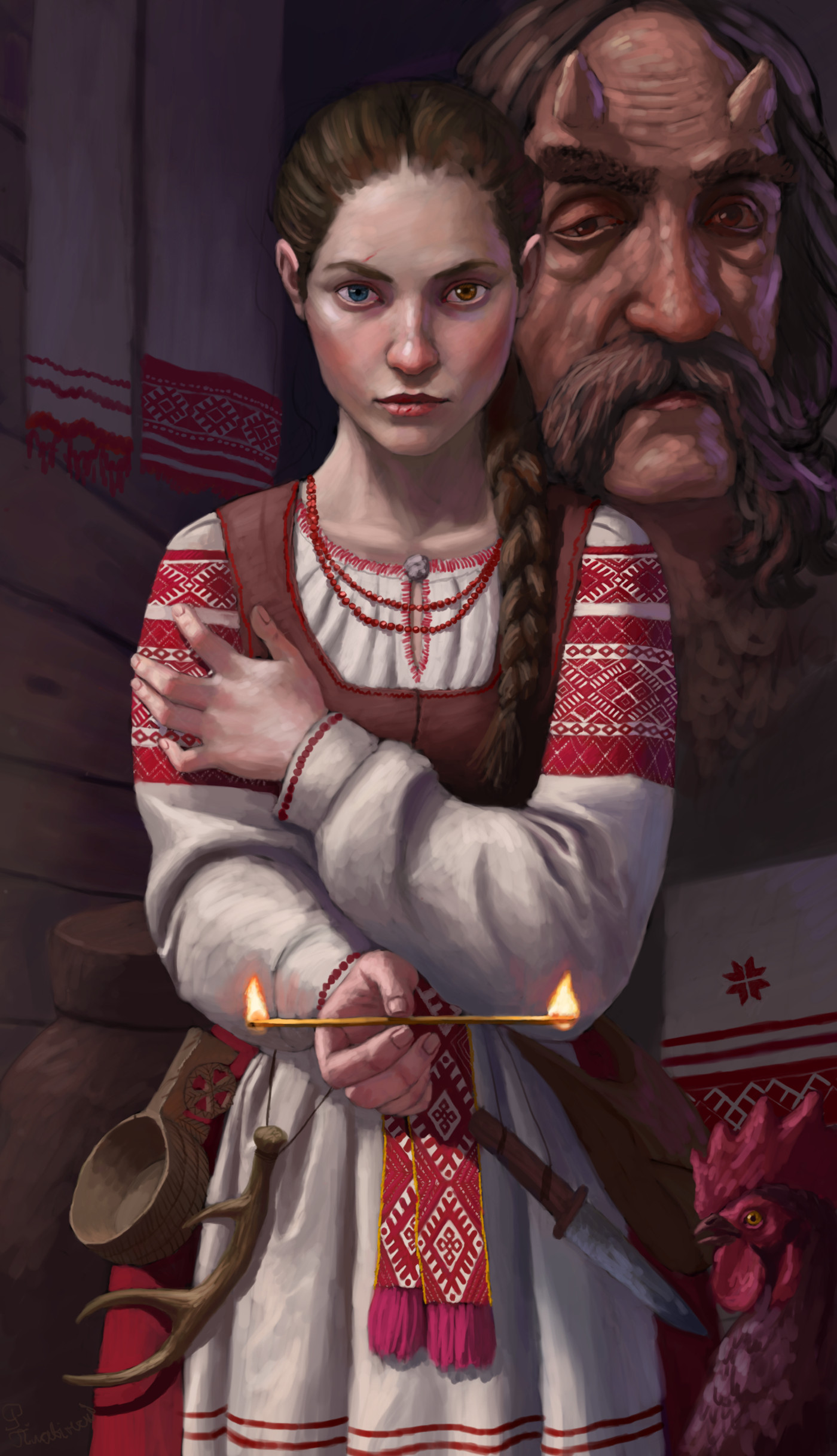
Картина білоруського художника на тему білоруської міфології

Білоруська міфологія — легенди, міфи, вірування та уявленя білорусів про навколишній світ. Є однією із слов'янських і індоєвропейських міфологій. Спочатку міфи були в основному язичницькими, політеїстичними, але з часом перетворилися в християнські. У міру відходу в минуле власних язичницьких уявлень, їх місце поступово займала Народна Біблія — сукупність фольклорних оповідань, через які люди намагалися пояснити навколишні речі і явища через інтерпретацію сюжетів завітів Біблії.
Білоруська міфологія стала основою для цілого ряду творів для безлічі білоруських поетів, письменників і художників, таких як Янка Купала, Максим Богданович, Ригор Бородулін, Сергій Хмара та багатьох інших. Міфологія і зараз залучає велику кількість уваги. З тих, хто і зараз присвячує свої твори білоруській міфології можна назвати наприклад Олега Грушецького.
Білоруська міфологія охоплює:
- Язичницьку міфологію балтійських народів, які жили на території Білорусі в середніх віках і в старовину
- Язичницьку міфологію та вірування слов'ян 
  - Білоруська народна демонологія
  - Народна Біблія
- Легенди про походження річок, озер, міст і сіл.

## Проблеми
На відміну від грецької, єгипетської й шумерської міфологій — білоруси (слов'яни) не залишили ані релігійних текстів, ані письмових відомостей про особи істот, в яких вони вірили. Крім того, майже не залишилося збережених артефактів, які можуть вказувати, по-перше, на сильну нетерпимість, з якою місцеві князі та офіційна церква ставилися до язичницьких вірувань, і, по-друге, на згубні наслідки багатьох воєн для релігійної (міфологічної) атмосфери на цих землях. Вся доступна сьогодні інформація взята з християнських вчень про язичництво, з текстів закордонних істориків, а також з досліджень фольклористів та етнографів XIX-XX століть. Більш того, перевірка багатьох джерел утруднена. Оскільки багато дослідників ставитися легковажно стосовно міфології, допускаючи грубі помилки у викладі інформації, деколи повністю переписуючи факти.

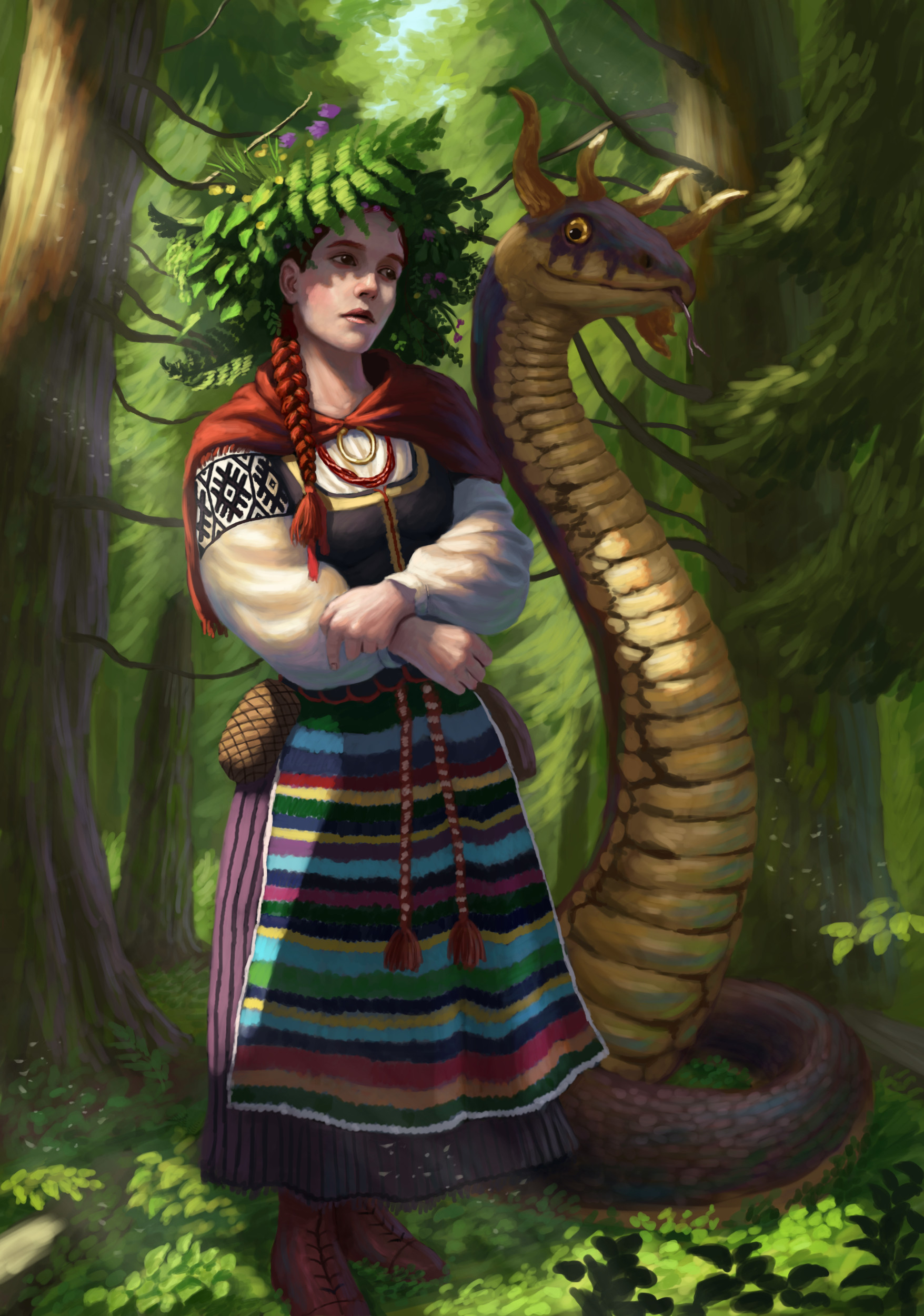
Картина білоруського художника на тему білоруської міфології

#### Письмові документи

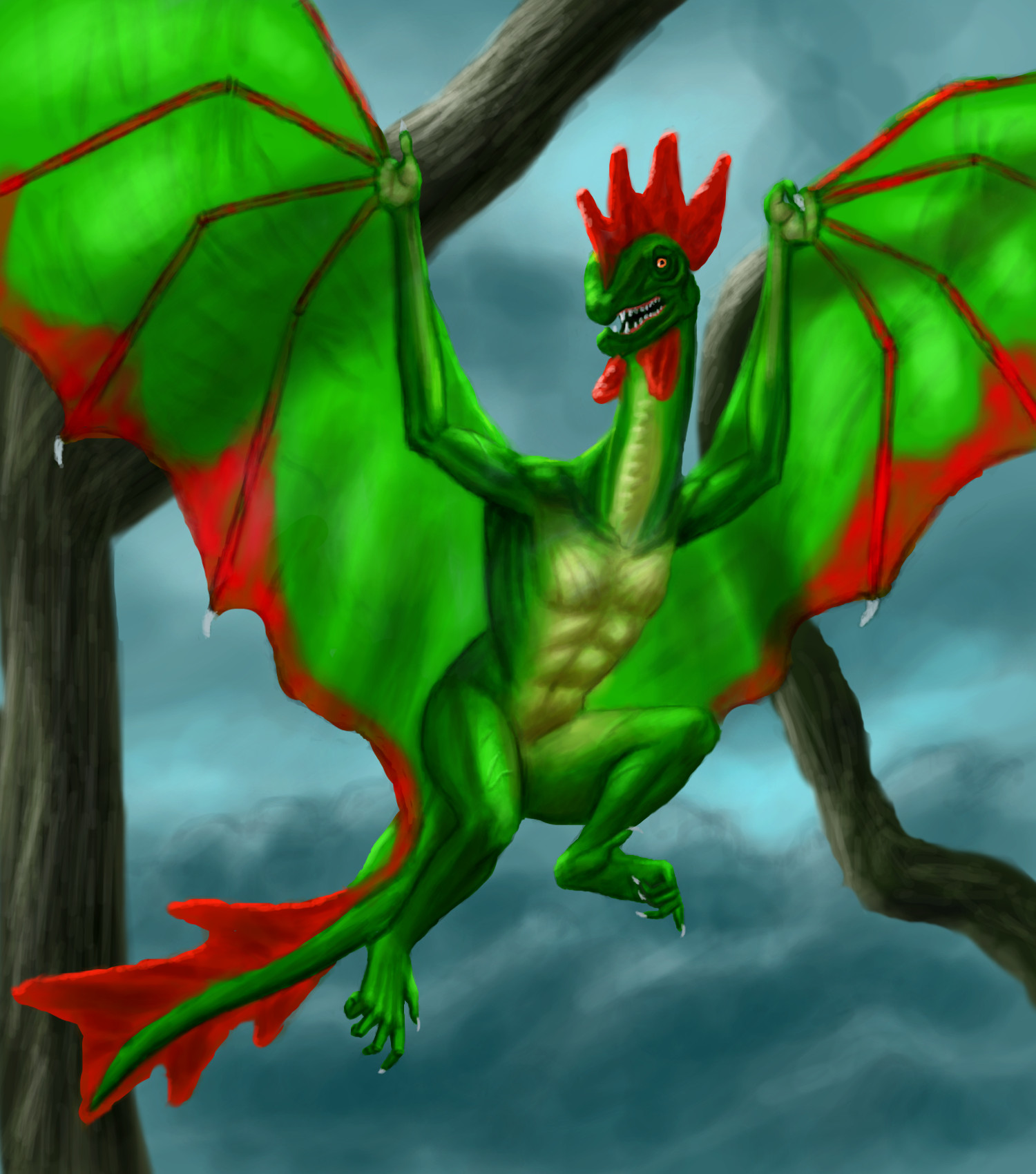
Болотний дракон, картина сучасного білоруського художника

#### Археологічний матеріал

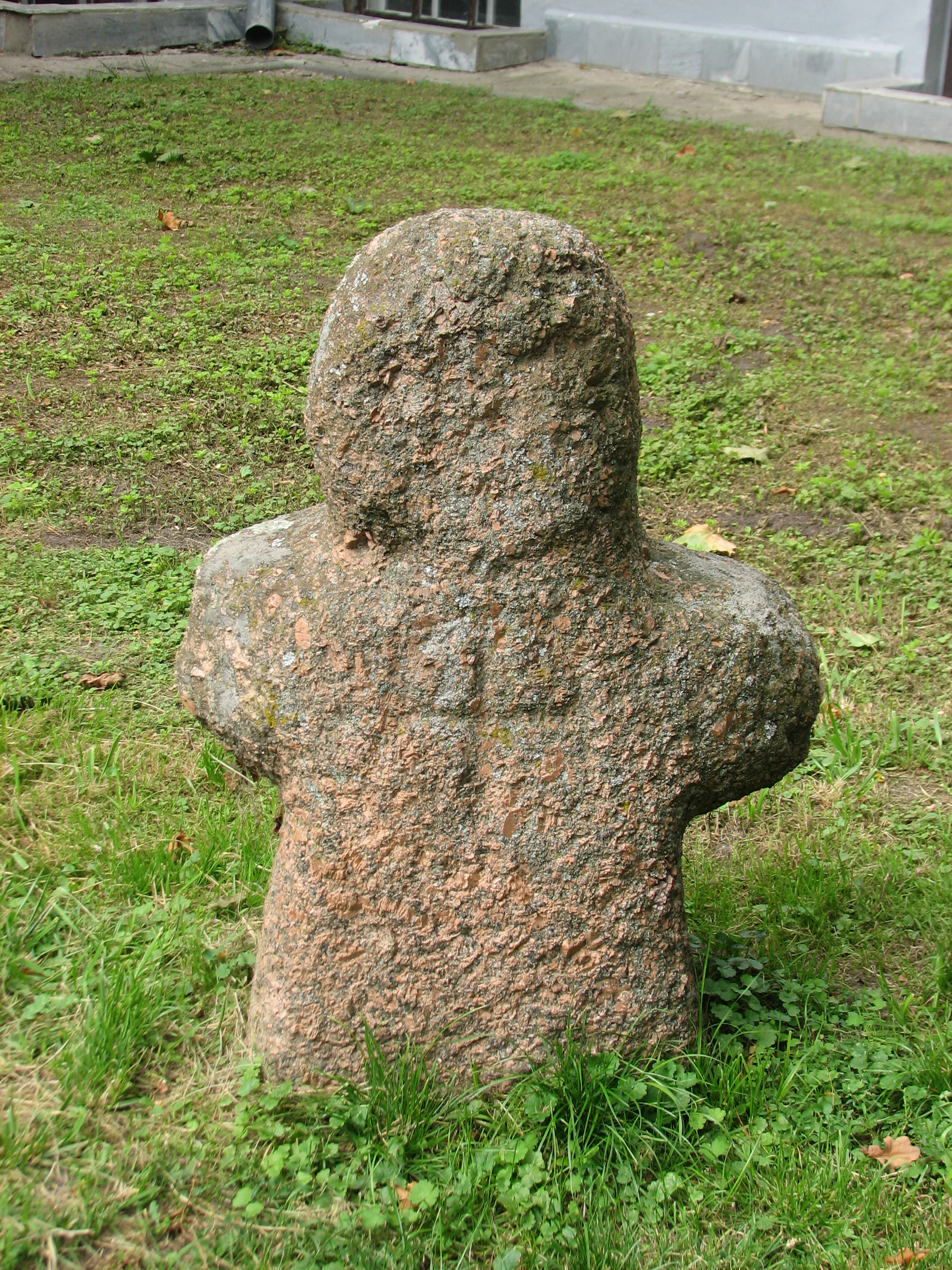
Бутовський ідол. (У християнські часи на ньому вирізали хрест)

### Язичницькі боги древніх народів Білорусі

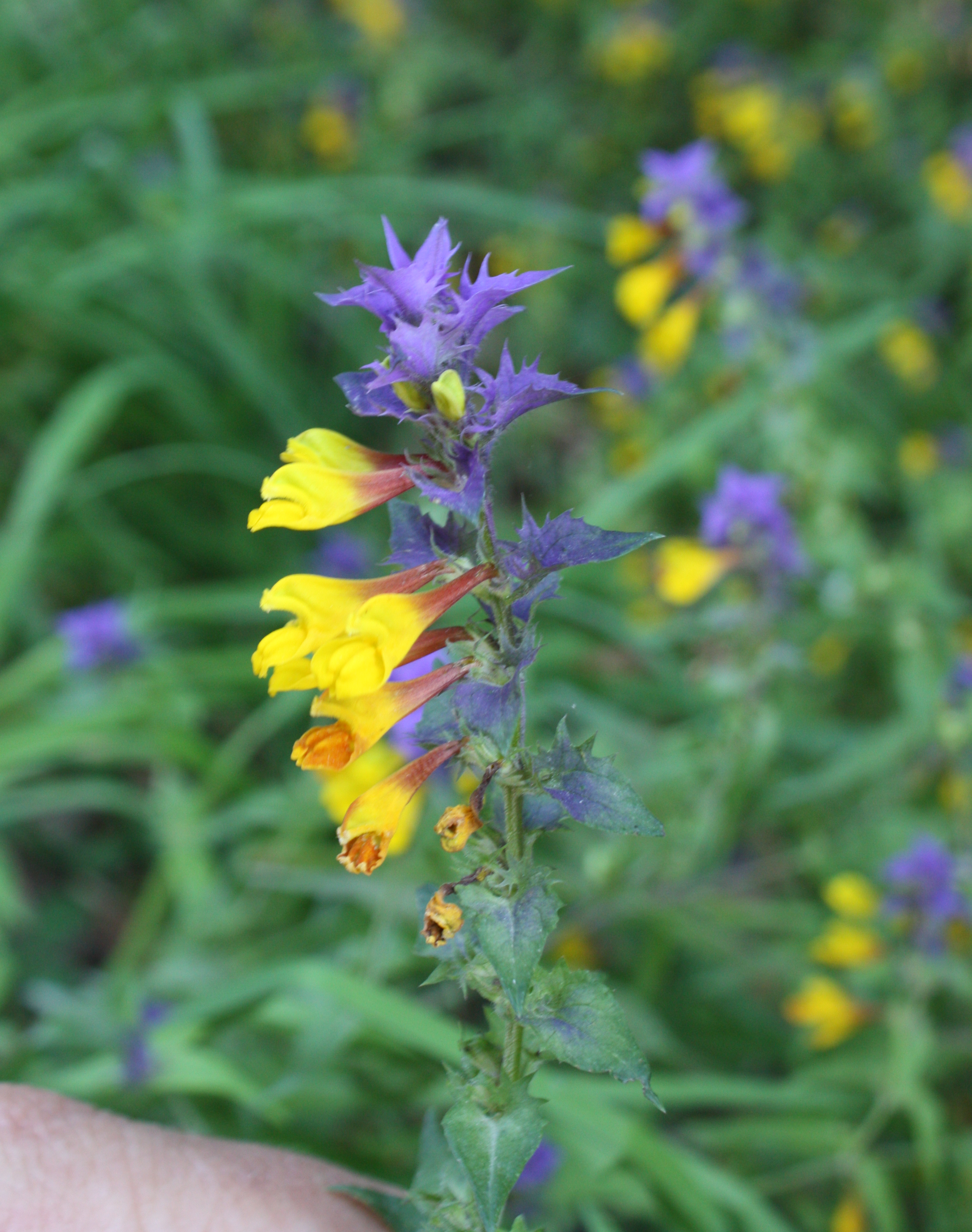
Квітка Майорану

### Кабінет богів

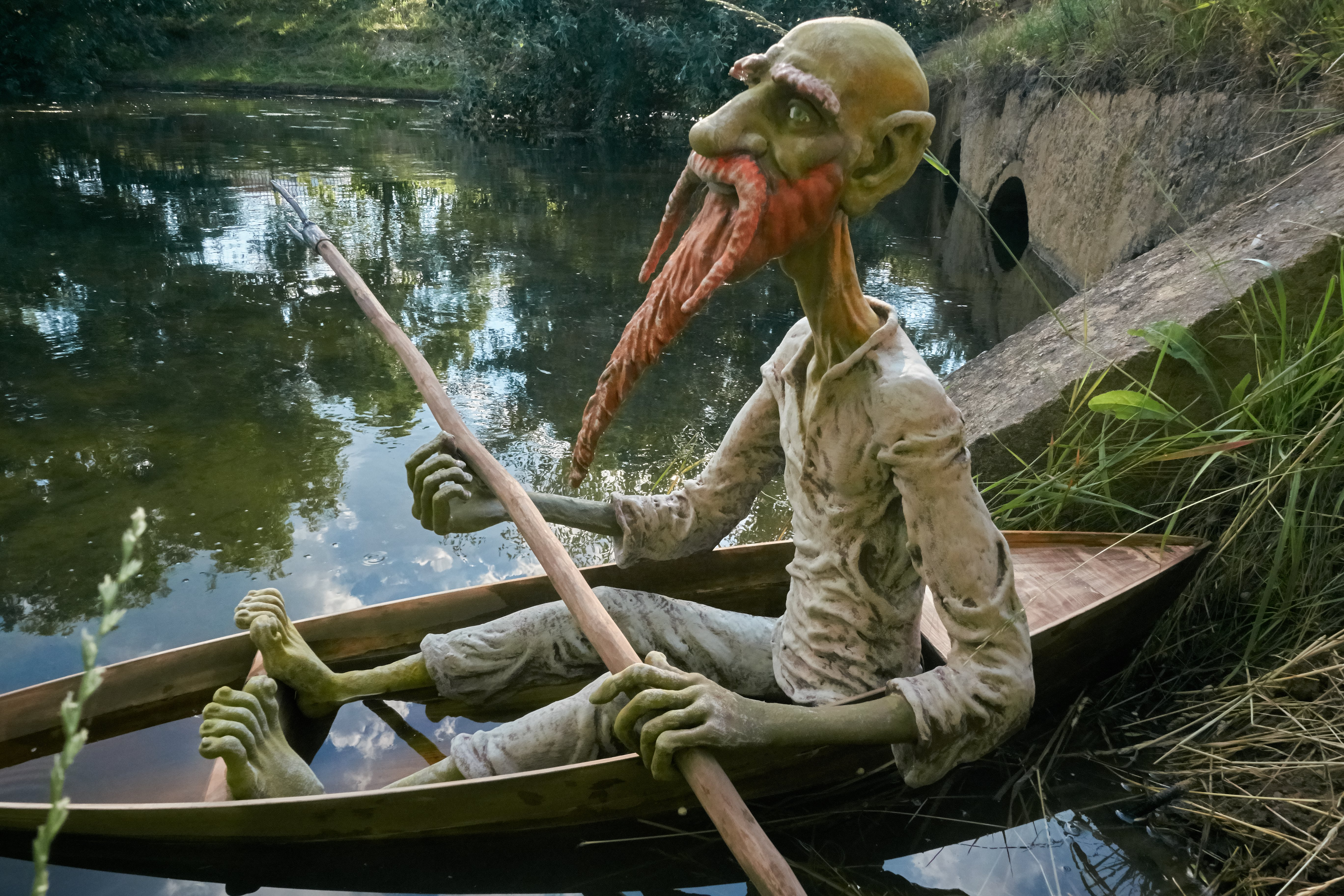
Скульптура Жеужика, яка була створена білоруським скульптором

#### Духи лісу

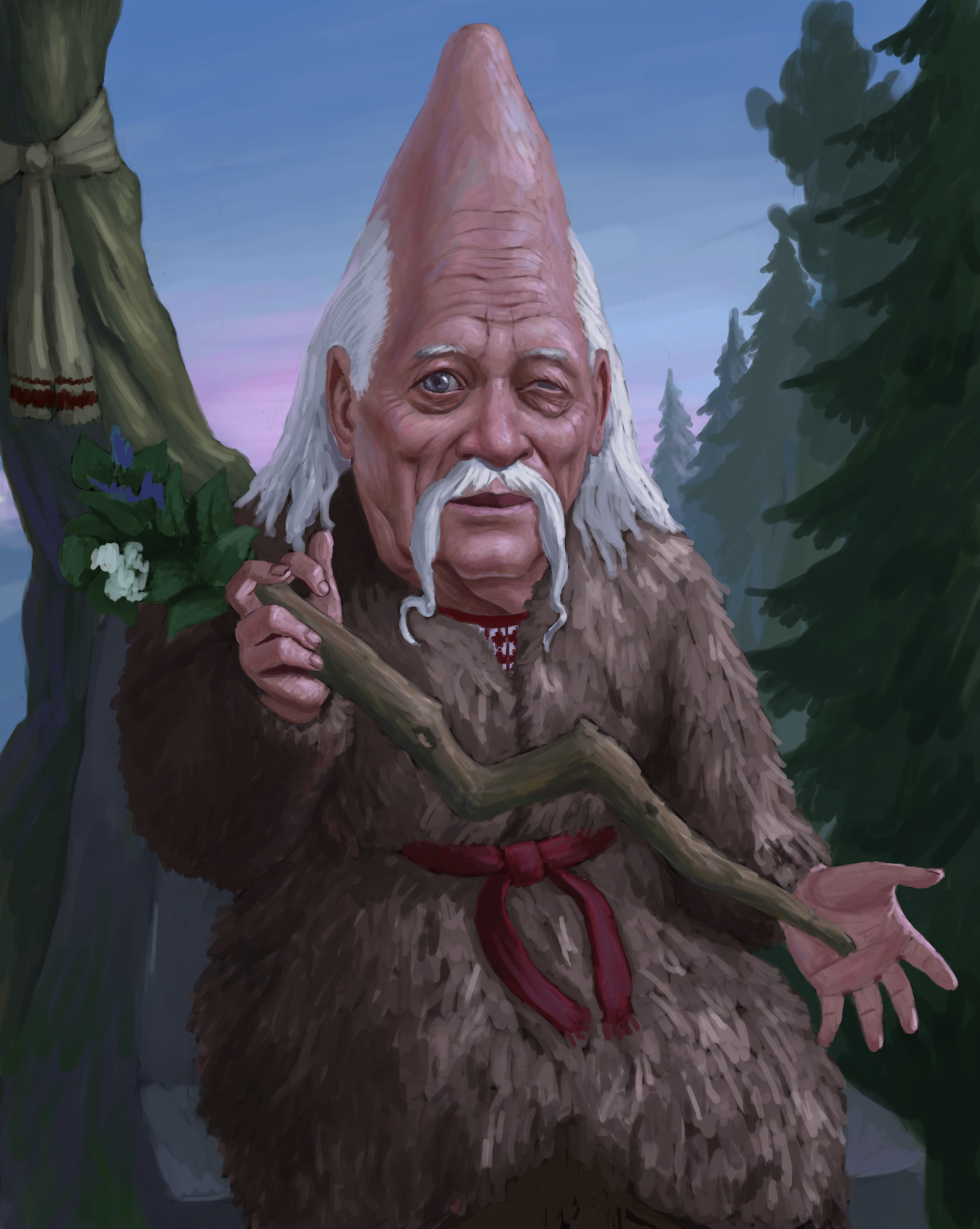
Лясун в уяві білоруського художника.

#### Духи болота

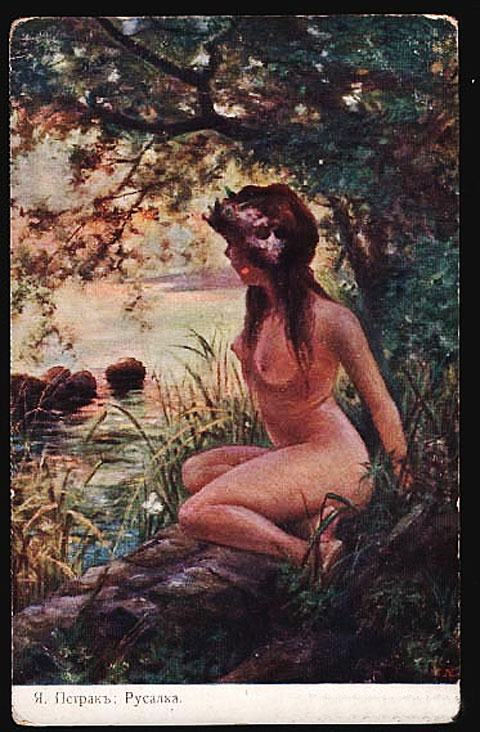
Ярослав Пстрак. Русалка

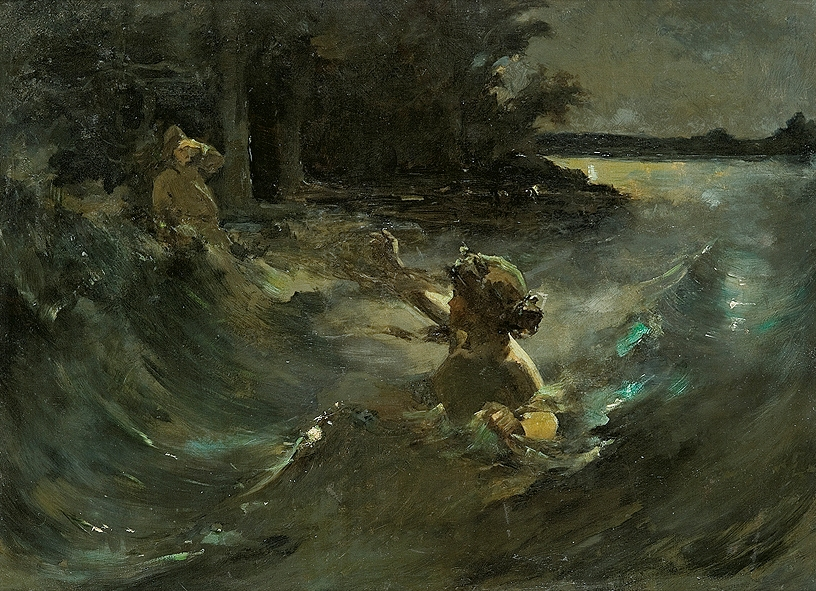
Русалки на картині Івана Крамського (1871)

### Відьми

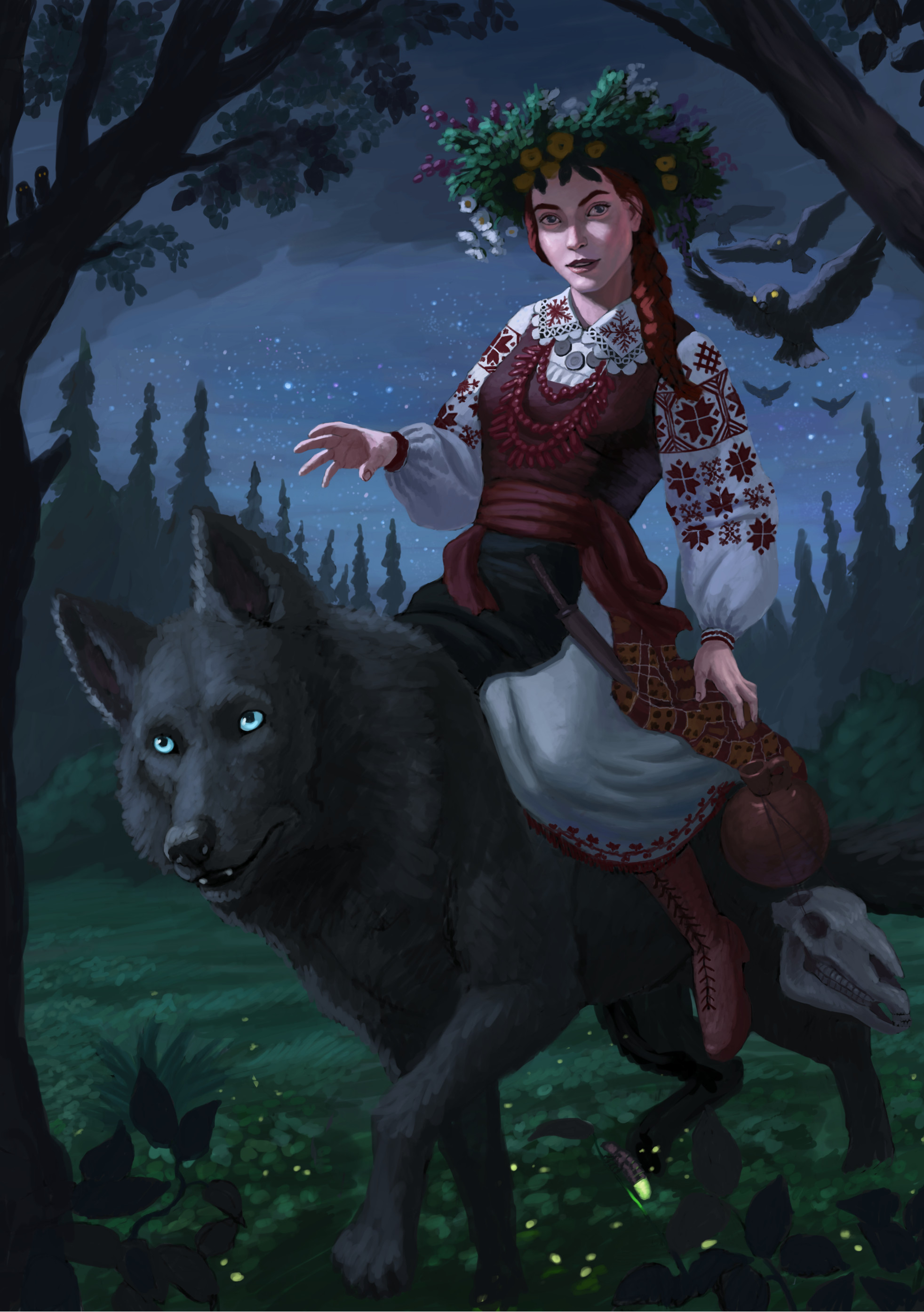
Відьма в уявленні білоруського художника

### Чарівники

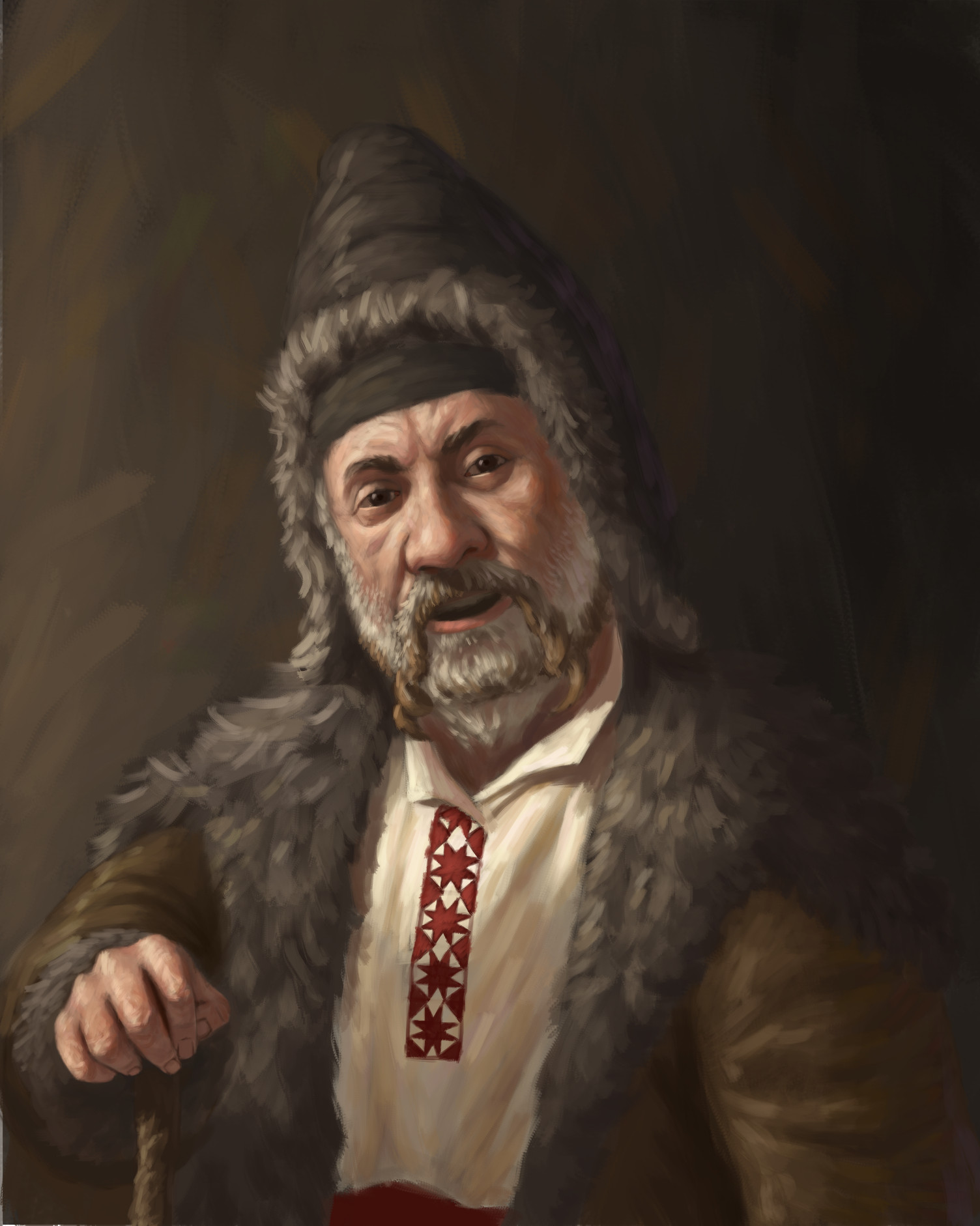
Чарівник в уявленні білоруського художника